# Ponte do Arquinho
A Ponte do Arquinho, ou Pontão de Possacos, é uma ponte romana construída durante o século I, sobre o Rio Calvo, localizada na freguesia de Possacos, no município de Valpaços, em Portugal.